# Lúcia Brocadelli de Narni
Lúcia Brocadelli de Narni é uma religiosa italiana beatificada pela Igreja Católica. 
O seu nome e virtude inspirou C.S. Lewis, no nome que deu à sua principal personagem Lúcia Pevensie, para a sua colectânea As Crónicas de Nárnia.

## História
Aos 12 anos consagrou-se a Deus com voto de virgindade. Contrariando a sua vontade, e após a morte do seu pai em 1490, a mãe e os seus irmãos obrigaram-na a casar com o conde milanês Pietro di Alessio. Mas ao fim de um curto e penoso tempo no qual preservou no seu desejo de vida dedicada a Deus, separou-se do seu marido, o qual mais tarde veio a tornar-se frade franciscano. 
Em 1494 foi admitida na Ordem Terceira de São Domingos. Foi a Roma e a Viterbo onde, a 24 de Fevereiro de 1496, recebeu os estigmas, testemunhados e confirmados pelo Papa, pelos médicos e pelos teólogos. O duque de Ferrara, Hércules I d'Este, conhecendo a santidade de Lúcia, convida-a a ser sua conselheira e constrói-lhe uma casa chamada de Santa Catarina de Siena para a educação das jovens de Ferrara e entregue ao seu cuidado e às demais irmãs da Ordem Terceira Dominicana, das quais Lúcia era prioresa. Após a morte do Duque em 1505, e finda a sua protecção, algumas irmãs conseguiram que ela fosse removida do seu posto e remetida para os trabalhos mais servis e humildes, vivendo Lúcia nos 39 anos seguintes como simples serviçal daquela casa.
Morreu a 15 de Novembro de 1544 e encontra-se sepultada na catedral da cidade.